# Chevrolet S-10

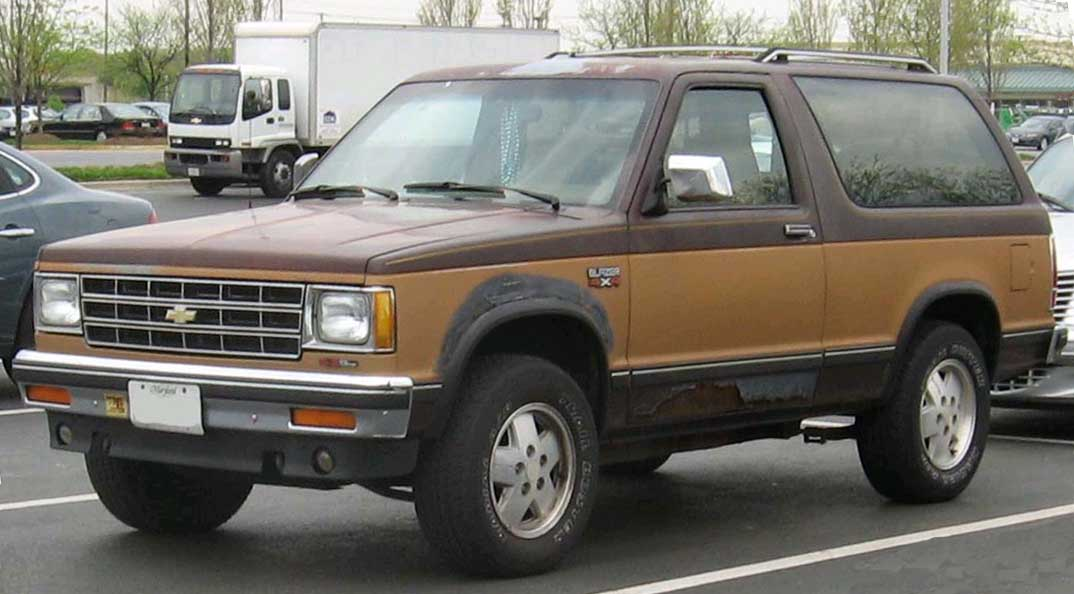
Chevrolet S-10 Blazer

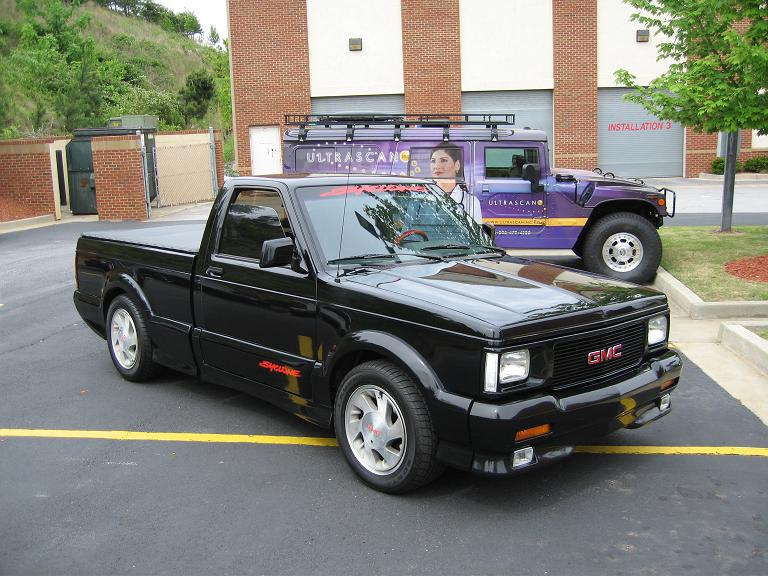
GMC Syclone

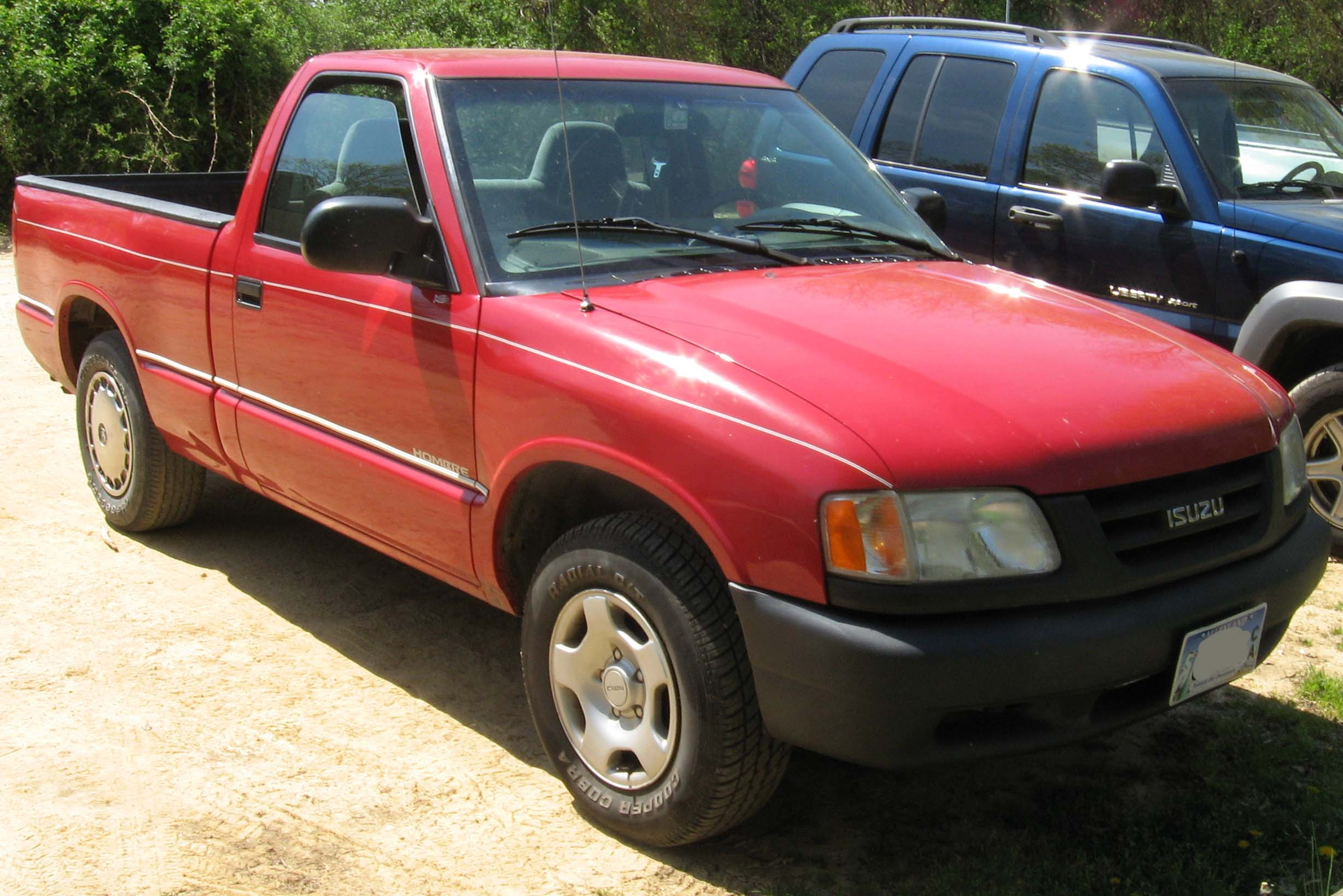
Isuzu Hombre

Chevrolet S-10 (он же GMC Sonoma/S-15) — среднеразмерный пикап, выпускаемый Chevrolet и GMC с 1981 по 2004 год. Вытеснен с конвейера моделью Chevrolet Colorado.

## Первое поколение (1981—1993)
Автомобиль Chevrolet S-10 впервые был представлен в 1981 году. С 1983 года частью семейства Chevrolet S-10 являлись также внедорожники Blazer. Они выпускались до 2005 года. С 1991 по 1993 год производился спортивный автомобиль GMC Syclone (Sonoma GT).

### Двигатели
| Годы производства      | Двигатель                       | Мощность                  | Крутящий момент         |
| ---------------------- | ------------------------------- | ------------------------- | ----------------------- |
| 1982—1985              | 1.9 L LR1 Isuzu I4 (карбюратор) | 82 л. с. при 4600 об/мин  | 137 Н*м при 3000 об/мин |
| 1983—1984              | 2.0 L LQ2 GM 122 I4             | 83 л. с. при 4600 об/мин  | 146 Н*м при 2400 об/мин |
| 1984—1985              | 2.2 L LQ7 Isuzu Diesel I4       | 62 л .с. при 4300 об/мин  | 130 Н*м при 2200 об/мин |
| 1985—1986              | 2.5 L LN8 Iron Duke I4, TBI     | 92 л. с. при 4400 об/мин  | 182 Н*м при 2800 об/мин |
| 1987—1989              | 2.5 L LN8 Iron Duke I4, TBI     | 92 л. с. при 4400 об/мин  | 176 Н*м при 3200 об/мин |
| 1990                   | 2.5 L LN8 Iron Duke I4, TBI     | 94 л. с. при 4400 об/мин  | 176 Н*м при 3200 об/мин |
| 1991—1993              | 2.5 L L38 Iron Duke I4, TBI     | 105 л. с. при 4800 об/мин | 183 Н*м при 3200 об/мин |
| 1982                   | 2.8 L LR2 60° V6                | 110 л. с. при 4800 об/мин | 201 Н*м при 2000 об/мин |
| 1983—1984              | 2.8 L LR2 60° V6                | 110 л. с. при 4800 об/мин | 197 Н*м при 2100 об/мин |
| 1985                   | 2.8 L LR2 60° V6                | 115 л. с. при 4800 об/мин | 203 Н*м при 2100 об/мин |
| 1986                   | 2.8 L LL2 60° V6, TBI           | 125 л. с. при 4800 об/мин | 203 Н*м при 2200 об/мин |
| 1987—1993              | 2.8 L LL2 60° V6, TBI           | 125 л. с. при 4800 об/мин | 203 Н*м при 2400 об/мин |
| 1988—1992              | 4.3 L LB4 90° V6, TBI           | 160 л. с. при 4000 об/мин | 312 Н*м при 2800 об/мин |
| 1993                   | 4.3 L LB4 90° V6, TBI           | 165 л. с. при 4000 об/мин | 319 Н*м при 2400 об/мин |
| 1992—1993 (GMC Sonoma) | 4.3 L L35 90° V6, CPI           | 195 л. с. при 4500 об/мин | 353 Н*м при 3600 об/мин |

### Галерея

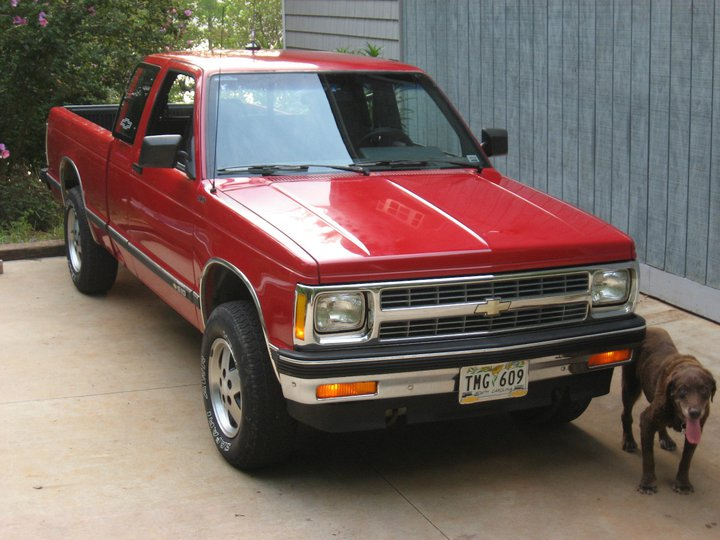
Chevrolet S-10 Tahoe
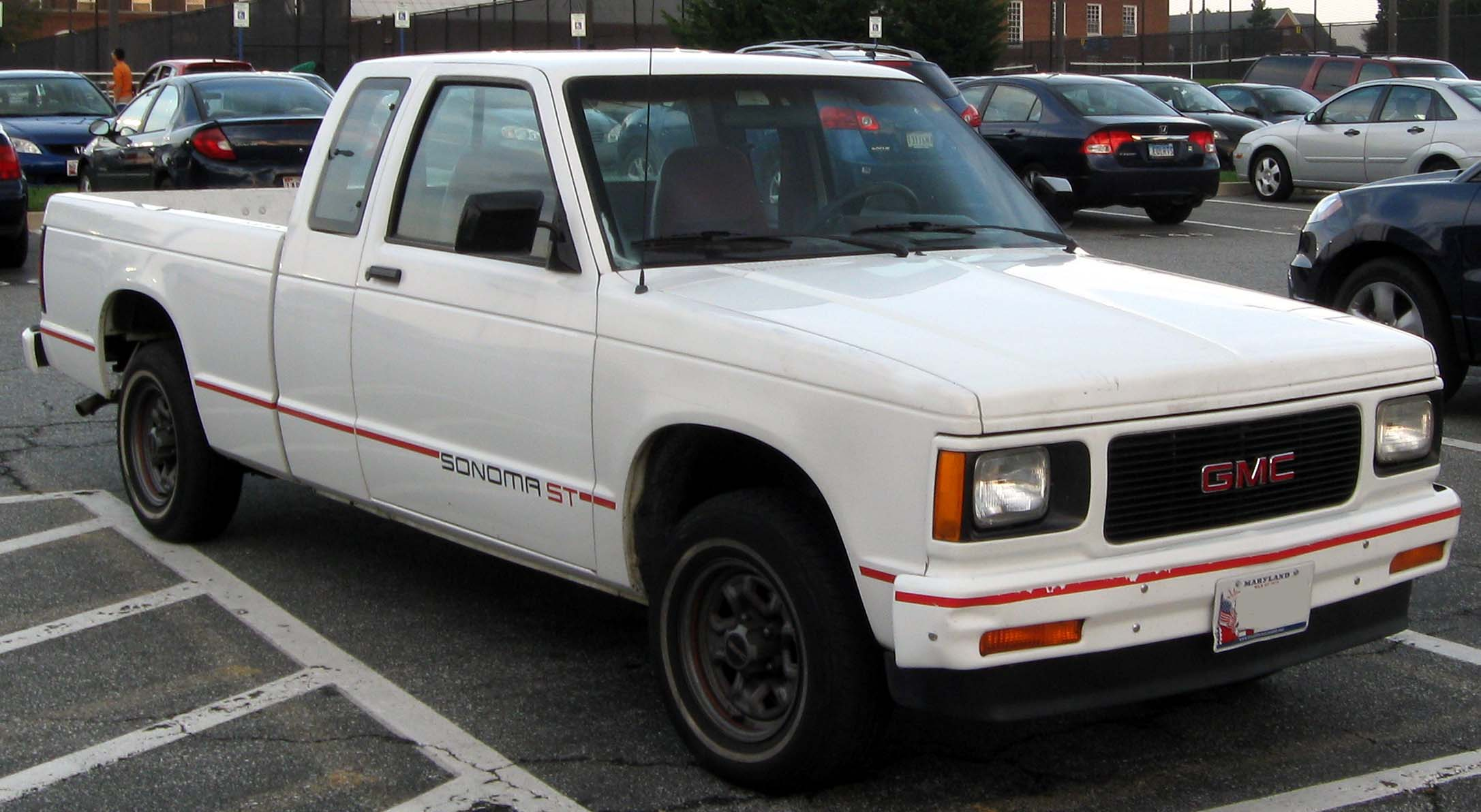
GMC Sonoma ST
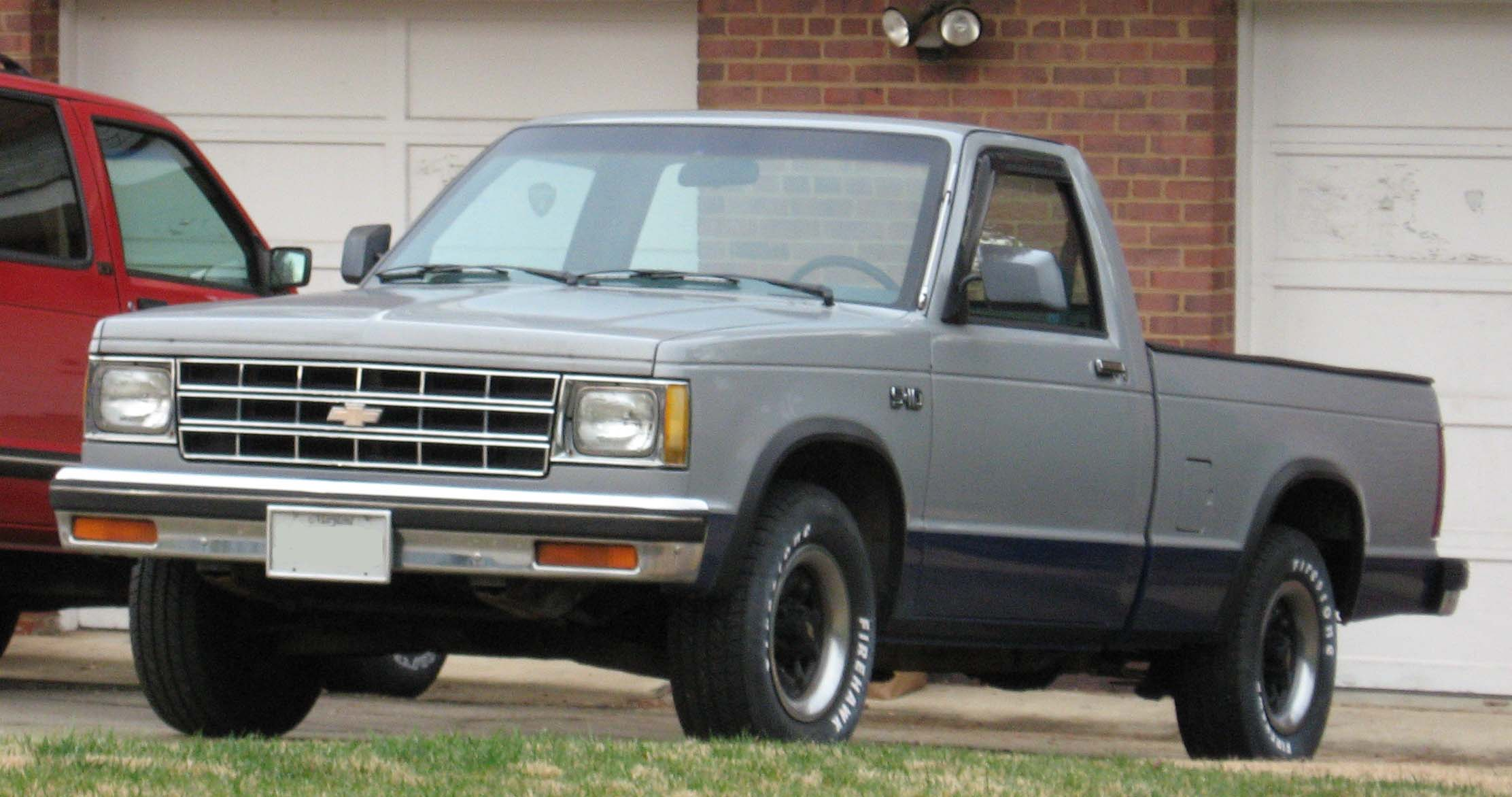
Chevrolet S-10
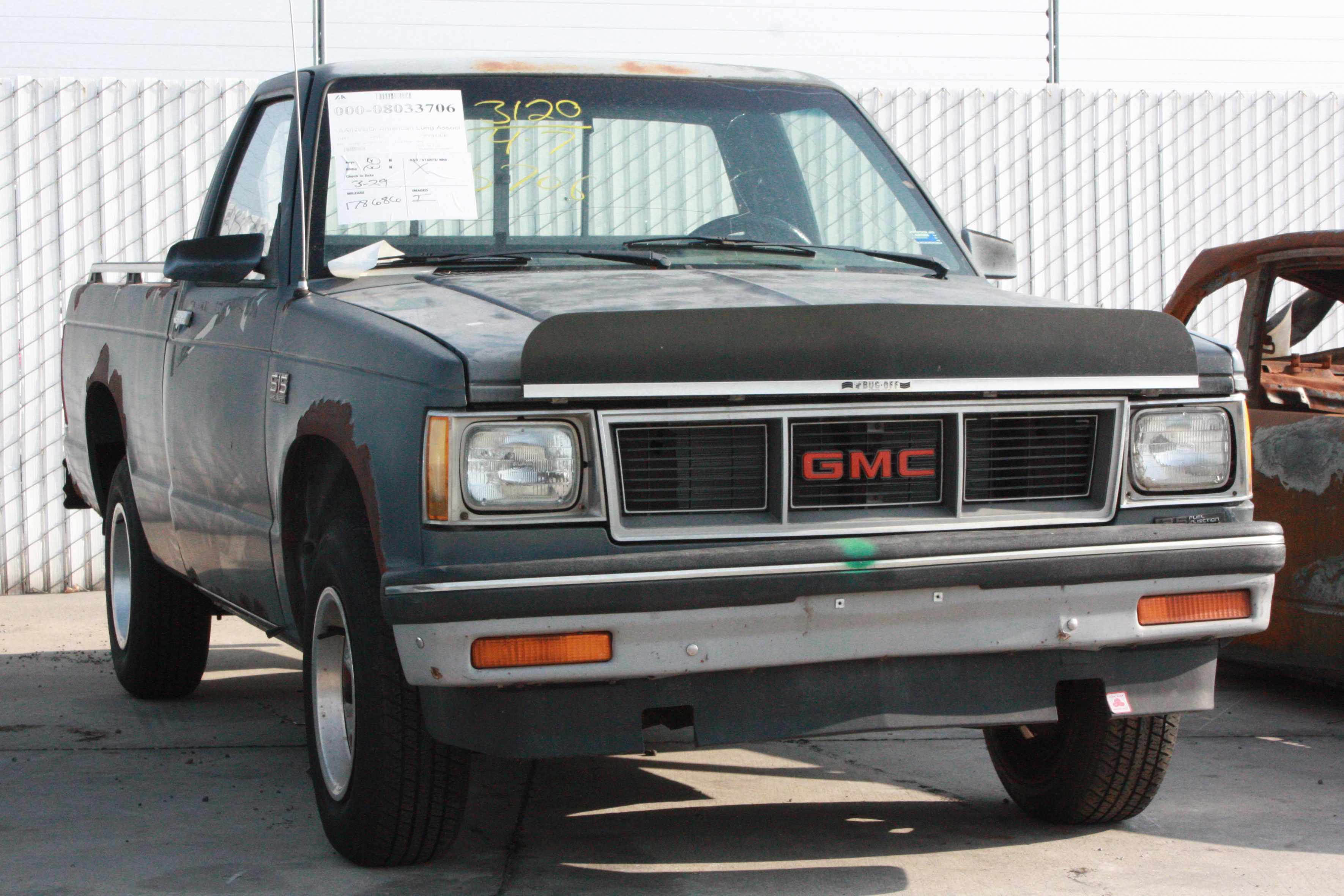
GMC S-15
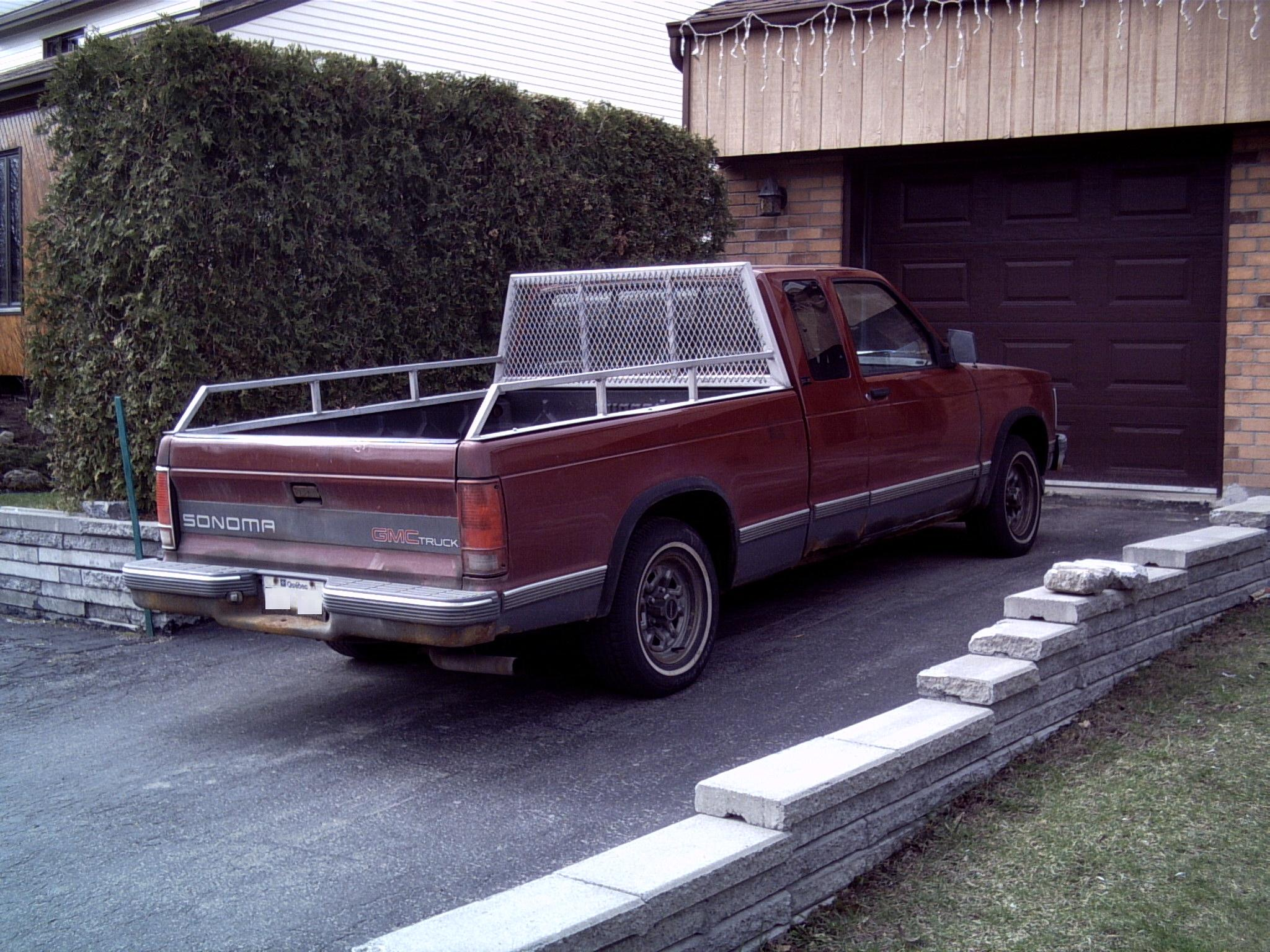
Вид сзади
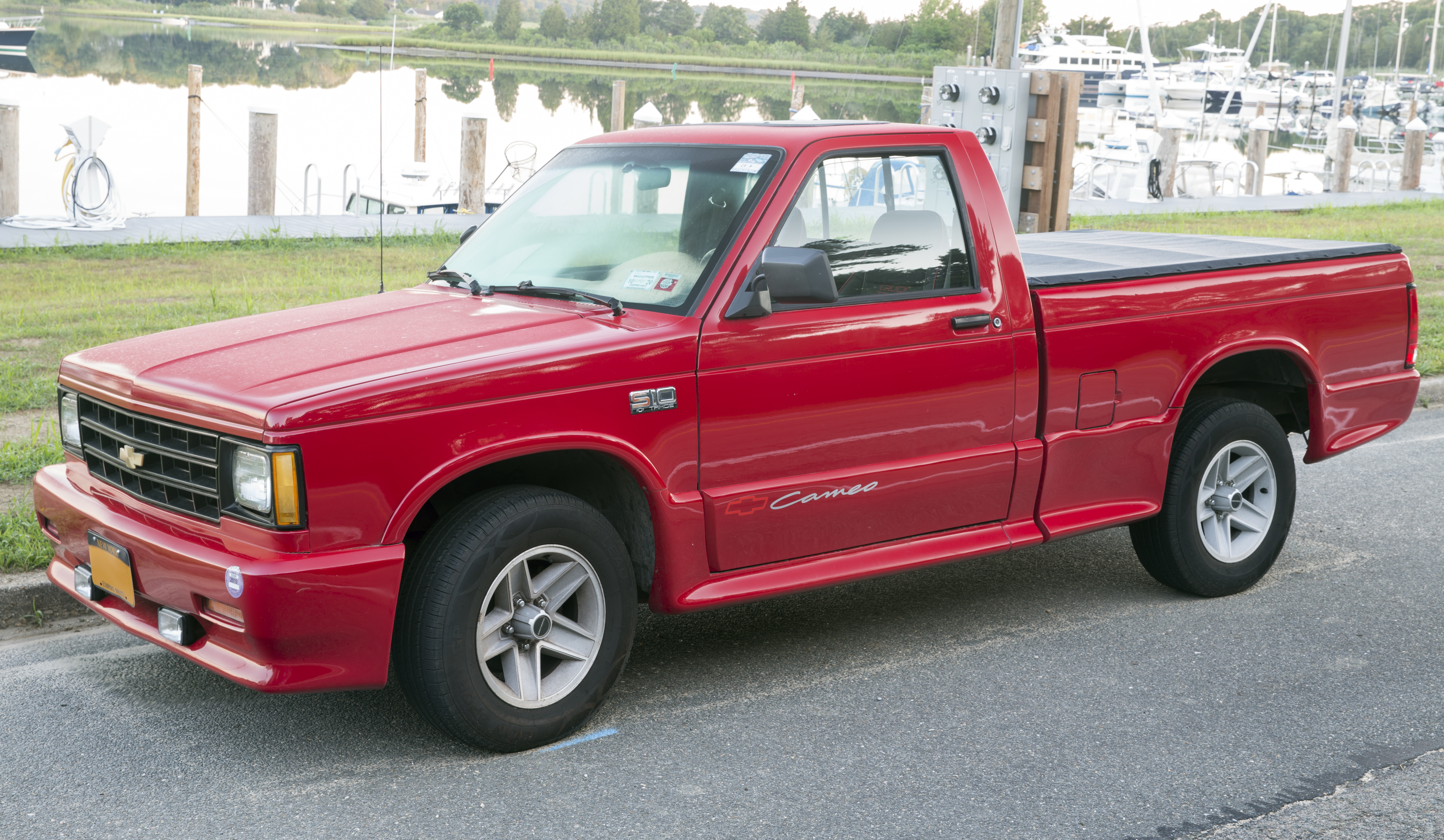
Chevrolet S-10 Cameo

## Второе поколение (1994—2004)
Автомобили Chevrolet S-10 второго поколения производились с 1994 года. Из модельного ряда исчезли модели Syclone, Typhoon и Sonoma GT, а из моторной гаммы исчез двигатель внутреннего сгорания Iron Duke. В 1995 году была добавлена подушка безопасности. В 1998 году автомобиль прошёл рестайлинг.
С 1996 по 2000 год японская компания Isuzu производила пикапы Isuzu Hombre того же типоразмера.

### Двигатели
| Годы производства | Двигатель                         | Мощность                  | Крутящий момент         | VIN |
| ----------------- | --------------------------------- | ------------------------- | ----------------------- | --- |
| 1994—1997         | 2.2 L Vortec 2200 (LN2) I4        | 118 л. с. при 5200 об/мин | 176 Н*м при 2800 об/мин | 4   |
| 1998—2003         | 2.2 L Vortec 2200 (L43) I4        | 120 л. с. при 5000 об/мин | 190 Н*м при 3600 об/мин | 5   |
| 1994              | 4.3 L 90° (LB4) V6, TBI           | 165 л. с. при 4000 об/мин | 319 Н*м при 2400 об/мин | Z   |
| 1995              | 4.3 L 90° (LB4) V6, TBI           | 155 л. с. при 4000 об/мин | 319 Н*м при 2400 об/мин | Z   |
| 1994              | 4.3 L Vortec 4300 (L35) V6, SCPI  | 195 л. с. при 4500 об/мин | 353 Н*м при 3600 об/мин | W   |
| 1995              | 4.3 L Vortec 4300 (L35) V6, SCPI  | 190 л. с. при 4500 об/мин | 353 Н*м при 3400 об/мин | W   |
| 1996—2003 W/2WD   | 4.3 L Vortec 4300 (L35) V6, SCPI  | 180 л. с. при 4400 об/мин | 332 Н*м при 2800 об/мин | W   |
| 1996—2003 W/4WD   | 4.3 L Vortec 4300 (L35) V6, SCPI  | 190 л. с. при 4400 об/мин | 339 Н*м при 2800 об/мин | W   |
| 2004 (4WD)        | 4.3 L Vortec 4300 (L35) V6, SCPI  | 180 л. с. при 4400 об/мин | 332 Н*м при 2800 об/мин | W   |
| 1996—1999 W/2WD   | 4.3 L Vortec 4300 (LF6) V-6, MPFI | 175 л. с. при 4400 об/мин | 325 Н*м при 2800 об/мин | X   |
| 1996—1999 W/4WD   | 4.3 L Vortec 4300 (LF6) V-6, MPFI | 180 л. с. при 4400 об/мин | 325 Н*м при 2800 об/мин | X   |

### Галерея

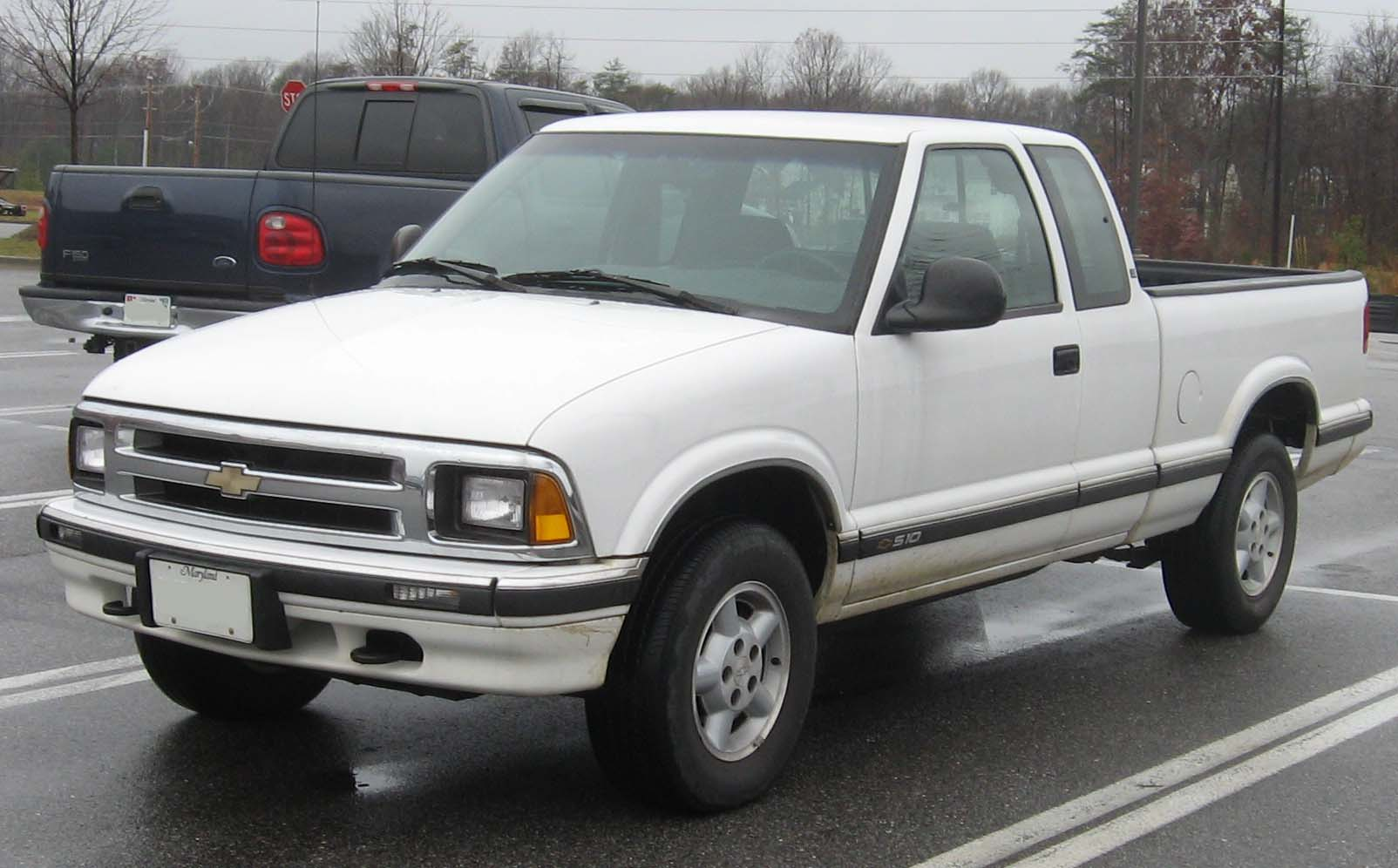
Chevrolet S-10
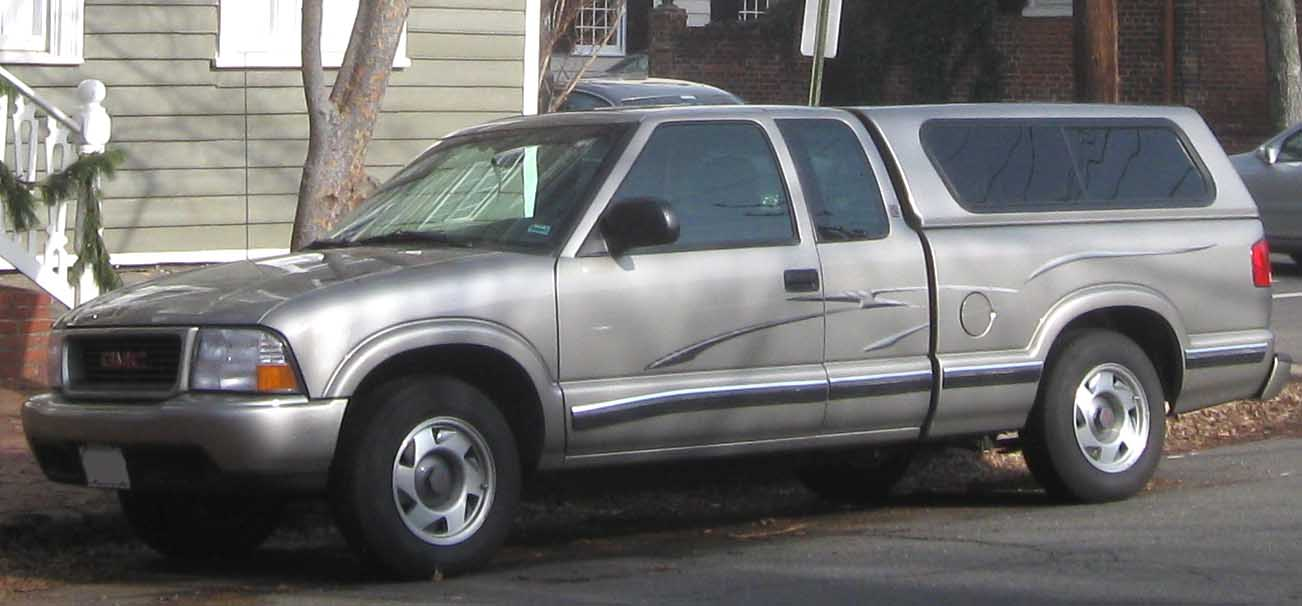
GMC Sonoma
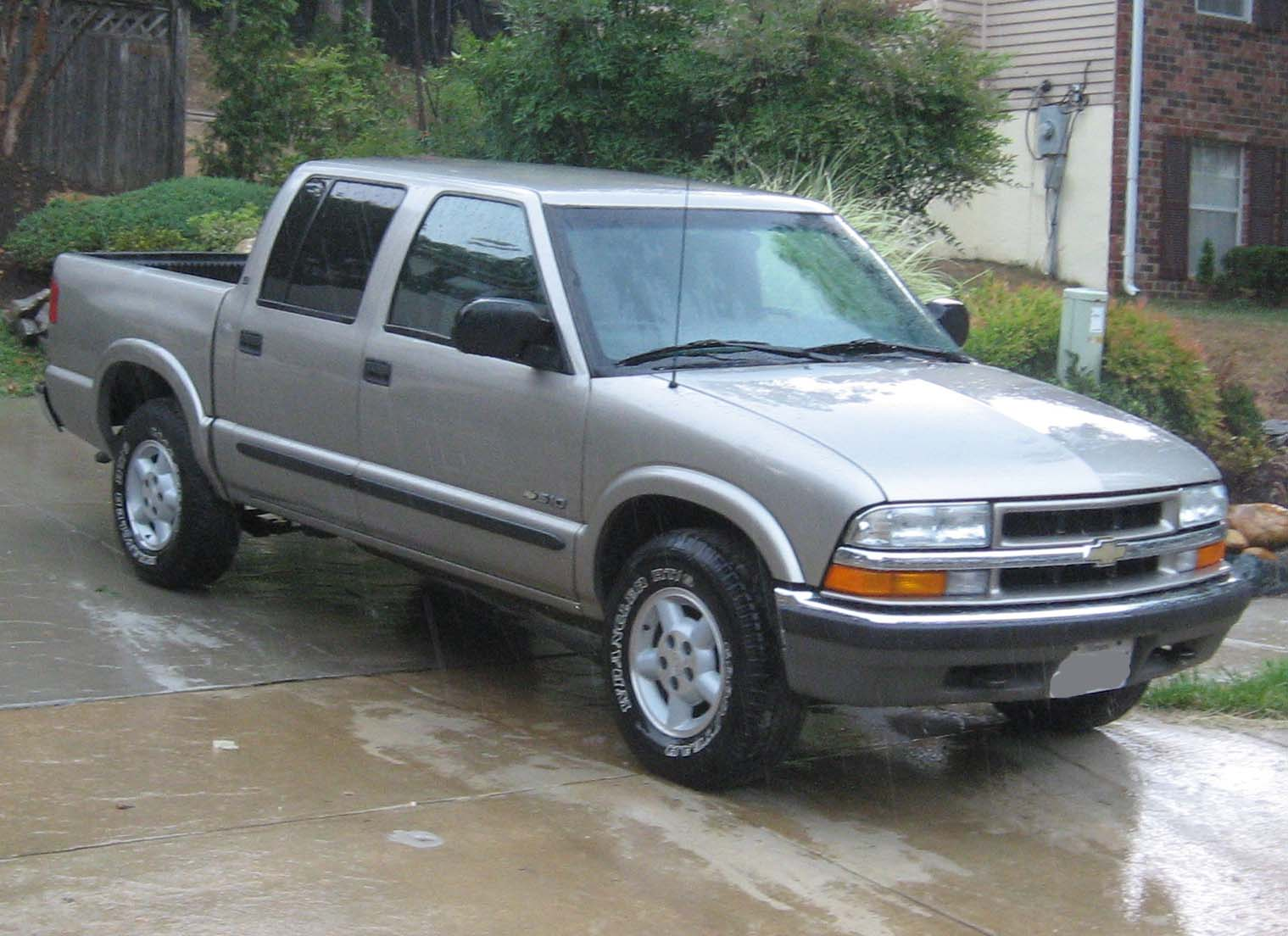
Chevrolet S-10
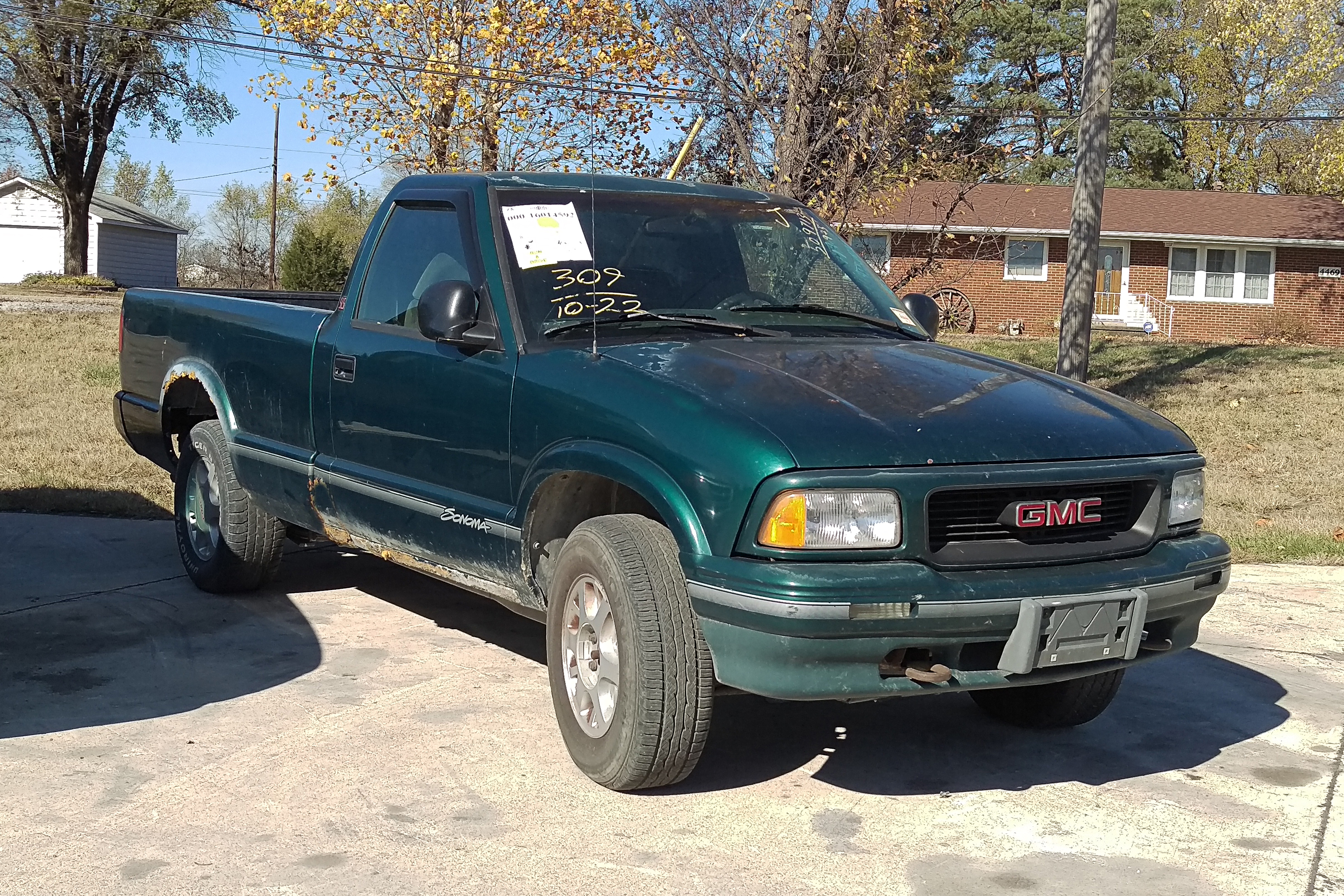
GMC Sonoma
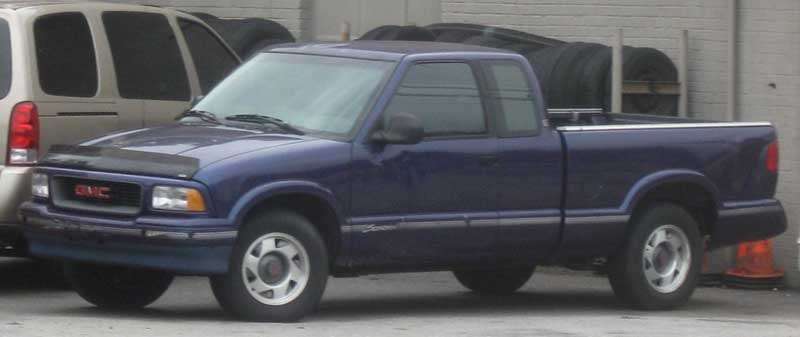
GMC Sonoma
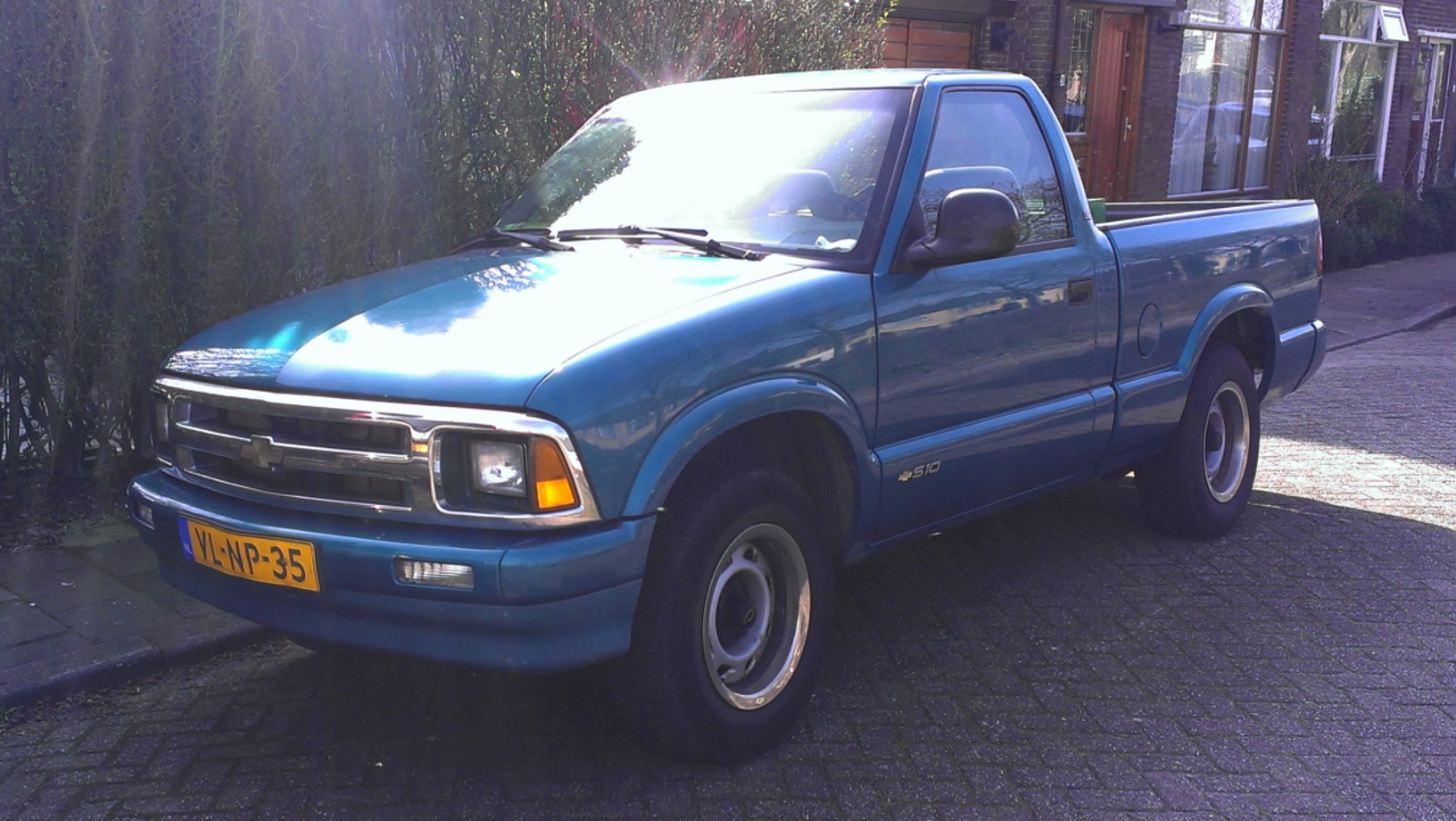
Chevrolet S-10 (Европа)
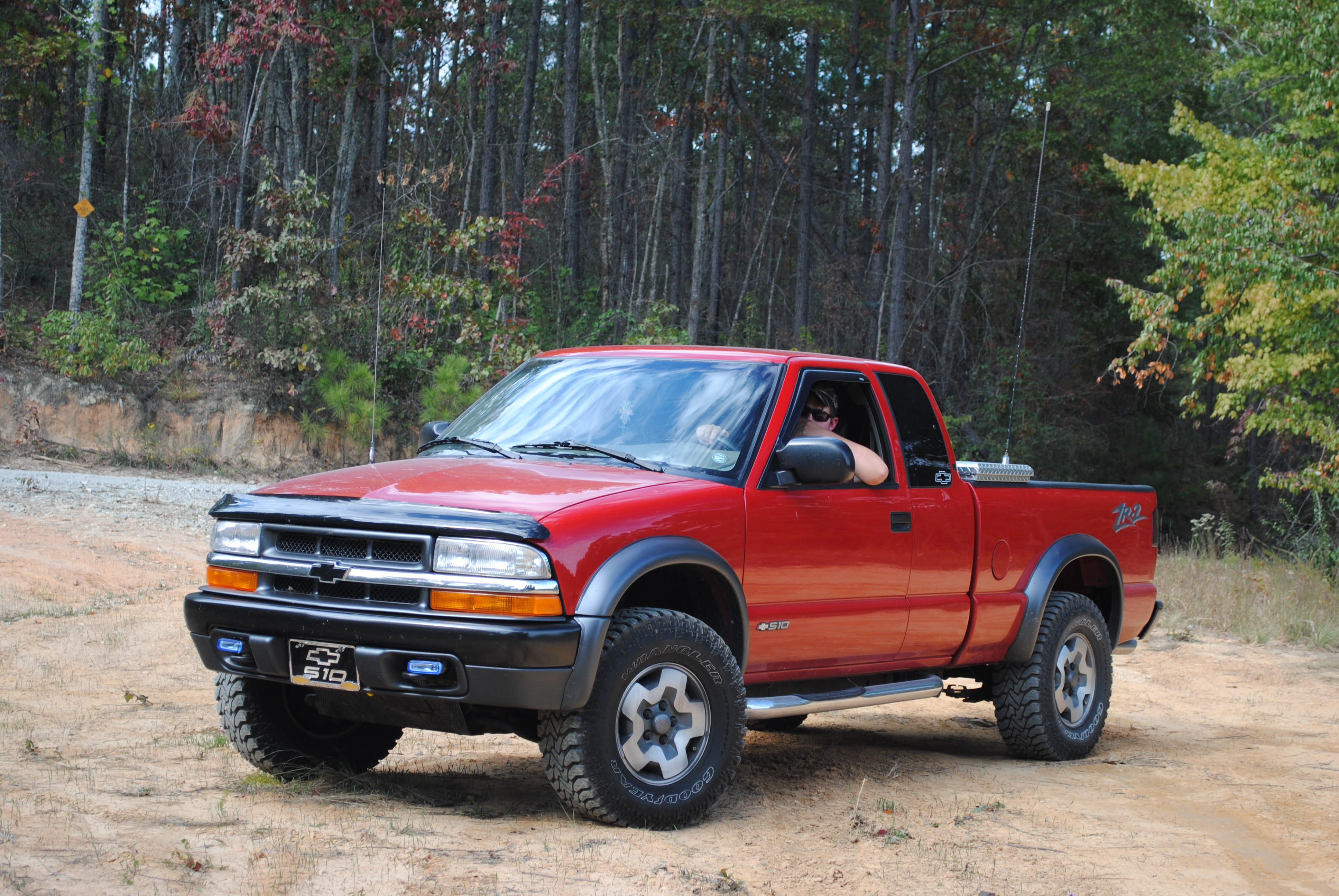
Chevrolet S-10 ZR2
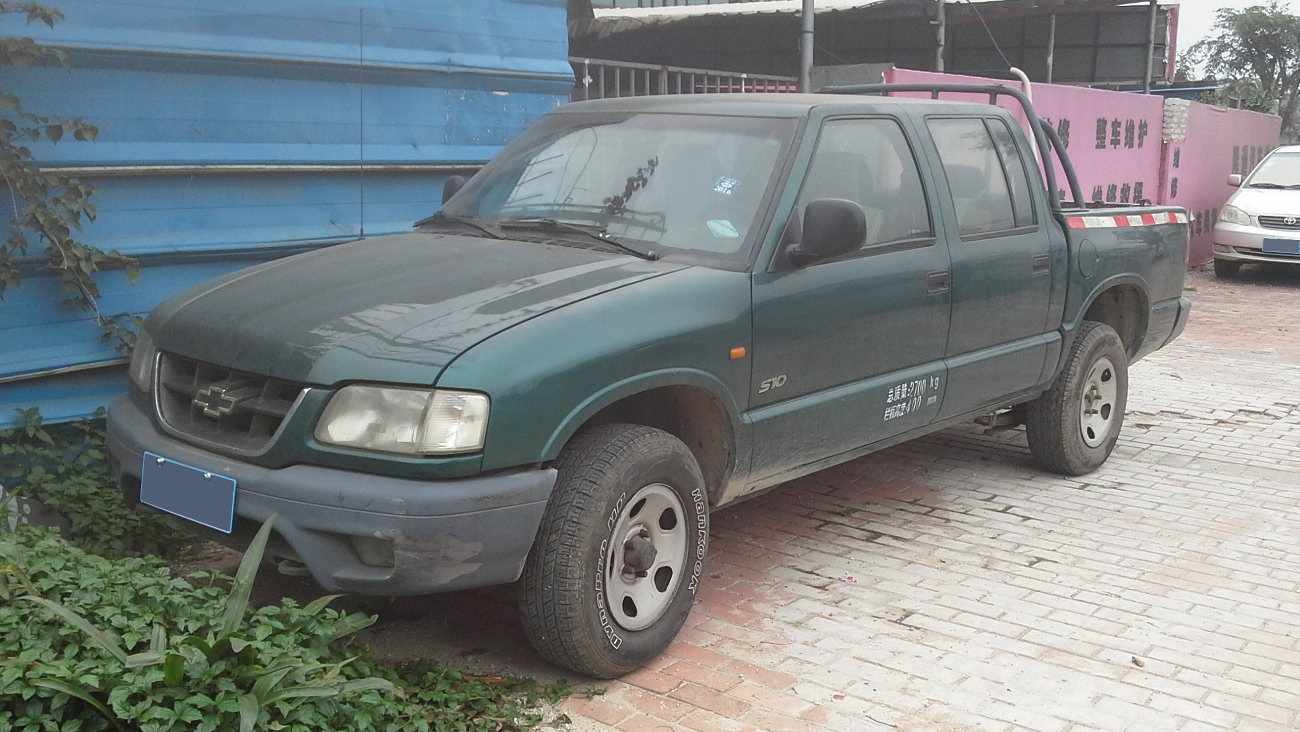
Chevrolet S-10 (Китай и Южная Америка)
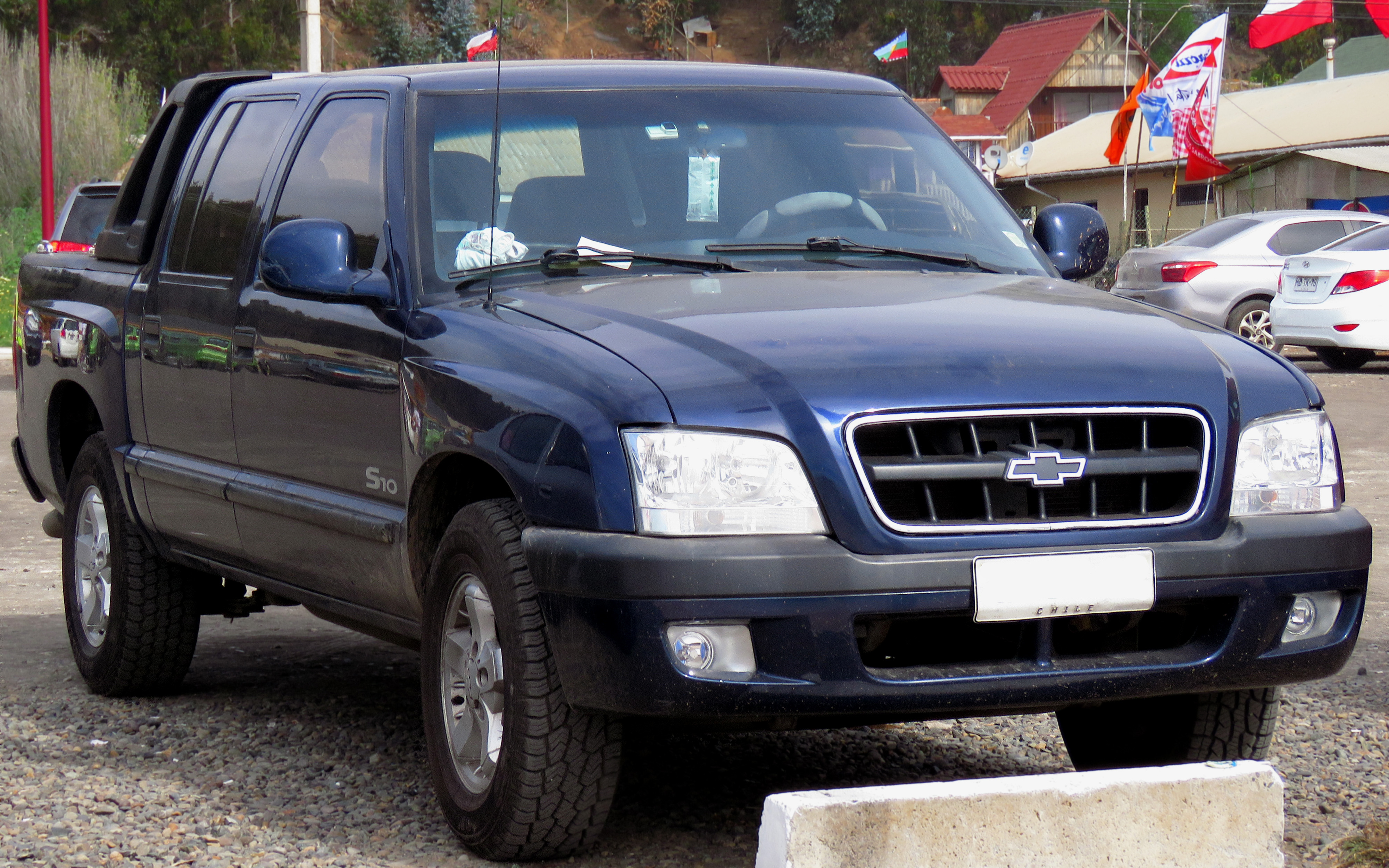
Первый фейслифтинг
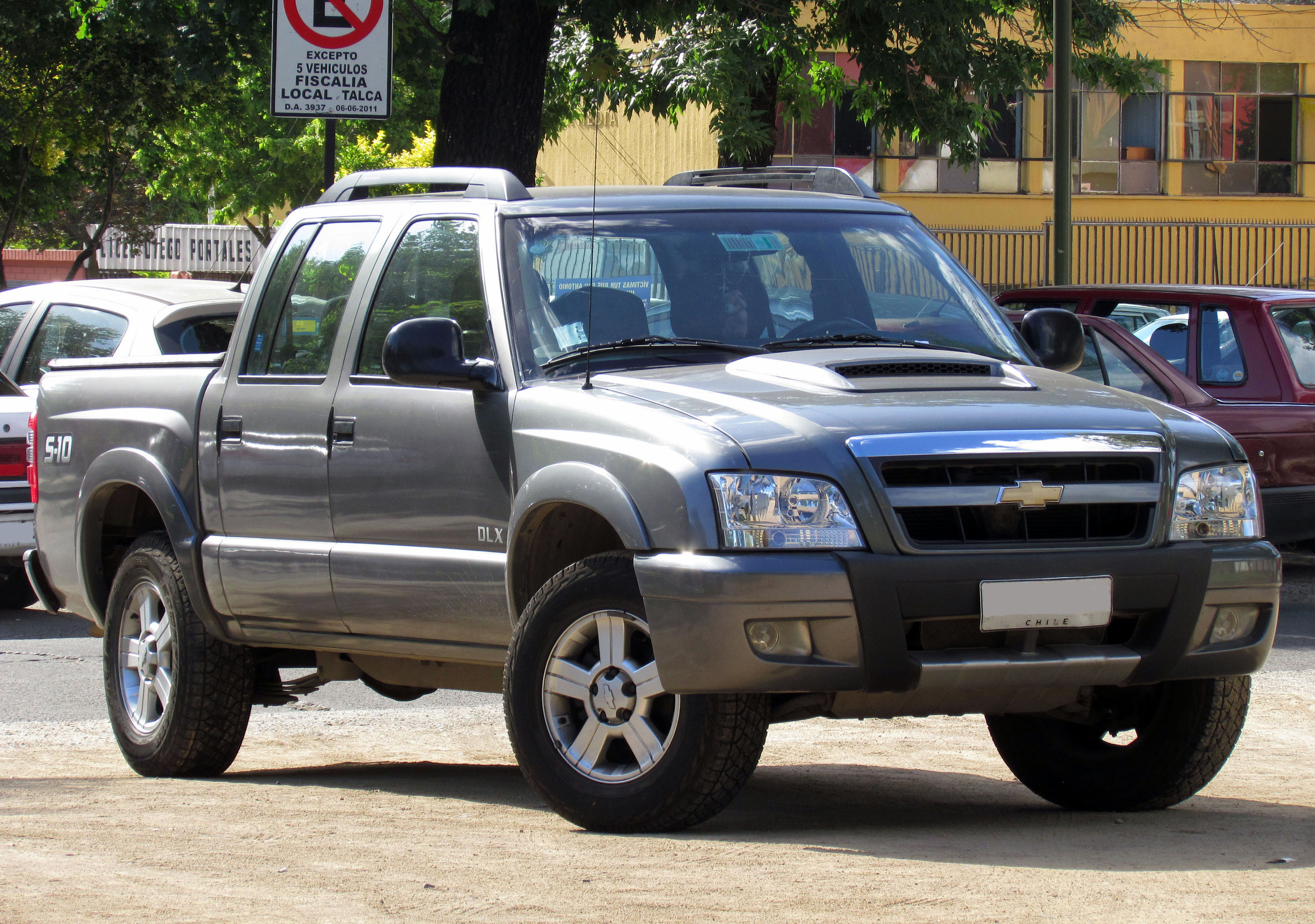
Второй фейслифтинг